# Dominique Clos
Pour les articles homonymes, voir Clos.
Dominique Clos, né le 25 mai 1821 à Sorèze dans le Tarn et mort dans la même ville le 19 août 1908, est un médecin et un botaniste français.
Il fait ses études à Toulouse puis à Paris où il devient docteur en médecine en 1845 et docteur ès sciences en 1848. En 1853, il succède à Horace Bénédict Alfred Moquin-Tandon (1801-1863) à la chaire de botanique de la faculté des sciences de Toulouse, fonction qu’il occupe jusqu’à son départ à la retraite en 1889.

## Source
- François Pellegrin (1954). Un siècle de Société de botanique de France. Bulletin de la Société botanique de France, supplément au n° 101 : 17-46.